# Diplodus bellottii
Espèce
Statut de conservation UICN

 LC  : Préoccupation mineure
Diplodus bellottii est une espèce de poissons marins de la famille des Sparidae.

## Description
Diplodus bellottii peut mesurer jusqu'à 30 cm, queue non comprise, mais sa taille habituelle (toujours queue non comprise) est d'environ 15 cm.

## Répartition
Ce poisson se rencontre dans l'extrême ouest de la mer Méditerranée, depuis Almería en Espagne jusqu'au détroit de Gibraltar et aux côtes du Maroc, et dans l'Atlantique est depuis les environs de Sines au Portugal jusqu'aux côtes sud du Sénégal et au Cap Vert. Il est présent depuis la surface et jusqu'à 100 m de profondeur mais préférentiellement entre 30 et 50 m.

## Systématique
Le nom valide complet (avec auteur) de ce taxon est Diplodus bellottii (Steindachner, 1882).
L'espèce a été initialement classée dans le genre Sargus sous le protonyme Sargus bellottii Steindachner, 1882,.
Ce taxon porte en français les noms vernaculaires ou normalisés suivants : Petit Sar, Sparaillon, Sparaillon Africain,.
Diplodus bellottii a pour synonymes :
- Diplodus senegalensis Cadenat, 1964
- Sargus belloti (Steindachner, 1882)
- Sargus bellottii Steindachner, 1882

### Étymologie
Son épithète spécifique, bellottii, lui a été donnée en l'honneur de l'ichtyologiste, paléontologue et philanthrope italien Cristoforo Bellotti (d) (1823-1919) qui a collecté l'holotype et fourni des spécimens de sa collection.

### Publication originale
- (de) Franz Steindachner, « Beiträge zur Kenntniss der Fische Afrika's (II) und Beschreibung einer neue Paraphoxinus-Art aus der Herzegowina », Denkschriften der Kaiserlichen Akademie der Wissenschaften. Mathematisch-naturwissenschaftliche Klasse, Vienne, vol. 45,‎ 1882, p. 1-18 (ISSN 0379-0207, OCLC 1478736, lire en ligne).